# Otste
Otste – wieś w Estonii, w prowincji Hiuma, w gminie Kõrgessaare.
W 2012 roku wieś liczyła 26 mieszkańców; w październiku 2010 – 26, w grudniu 2009 – 33.